# Павел Свобода
Павел Свобода (чеськ. Pavel Svoboda) — чеський юрист, дипломат і політик.

## Біографія
У 1984 році він закінчив юридичний факультет Карлового університету у Празі, рік по тому отримав ступінь доктора права (JUDr.). Освіту здобув в аспірантурі у Тулузі (DEA), Гаазі та Флоренції. Спочатку він працював в організації авторського права. У 1993 році він почав працювати викладачем університету у своїй альма-матер (спочатку як доцент, з 2001 року як помічник професора, що спеціалізується в європейському праві), а рік потому почав адвокатську практику. У кінці 90-х років він був членом урядового комітету з питань авторського права.
У 1990 році він приєднання до Християнсько-демократичного союзу — Чехословацької народної партії. У 2004 році він був призначений на посаду заступника Міністра закордонних справ, яку він обіймав протягом двох років. У 2007 році він був призначений Постійним представником (послом) Чеської Республіки у Раді Європи. З 23 січня по 8 травня 2009 року він входив до уряду Мірека Тополанека як міністр без портфеля і голова Законодавчої ради. У 2014 році він був обраний депутатом Європарламенту як лідер виборчого списку ХДС—ЧНП.